# Trintetjärnet
Trintetjärnet är en sjö i Bengtsfors kommun i Dalsland och ingår i Göta älvs huvudavrinningsområde. Sjön har en area på 0,117 kvadratkilometer och ligger 149,6 meter över havet. Sjön avvattnas av vattendraget Kushålsälven.

## Delavrinningsområde
Trintetjärnet ingår i det delavrinningsområde (655290-130402) som SMHI kallar för Utloppet av Haresjön. Medelhöjden är 161 meter över havet och ytan är 9,66 kvadratkilometer. Det finns inga avrinningsområden uppströms utan avrinningsområdet är högsta punkten. Kushålsälven som avvattnar avrinningsområdet har biflödesordning 4, vilket innebär att vattnet flödar genom totalt 4 vattendrag innan det når havet efter 203 kilometer. Avrinningsområdet består mestadels av skog (70 procent). Avrinningsområdet har 1,35 kvadratkilometer vattenytor vilket ger det en sjöprocent på 14 procent.